# Тесницкая (село)
Тесницкая (укр. Тесницька) — село в Путильской поселковой общине Вижницкого района Черновицкой области Украины.
До 2020 года входило в Путильский район
Население по переписи 2001 года составляло 146 человек. Почтовый индекс — 59107. Телефонный код — 3738. Код КОАТУУ — 7323585004.